# Margarethe Danzi
Maria Margarethe Danzi, de soltera Marchand, (Fráncfort o Mannheim o Múnich, 1768-Múnich, 11 de junio de 1800) fue una compositora y soprano alemana.

## Biografía
Margarethe Marchand nació en Alemania. Algunas fuentes dan su lugar de nacimiento como Múnich y otras Mannheim, y era posible que la familia estuviera de gira en Fráncfort en la fecha de su nacimiento. Era hija de la cantante, actriz y bailarina Magdalena Brochard Marchand y Theobald Hilarius Marchand, director del Teatro Nacional de Mannheim. Estudió música y composición en Múnich con Franziska Lebrun y en Salzburgo con Leopold Mozart. Fue aprendiz de papeles secundarios y debutó en 1787 a la edad de 12 años en el Teatro de la Corte de Mannheim, interpretando el papel principal en La juventud de Johann Jakob Engel.
En 1790 se casó con el director y compositor Franz Danzi y actuó con él como prima donna de la compañía Domenico Guardasonis en giras de conciertos por Europa. Después de 1796, Margarethe también actuó como prima donna en el Teatro de la Corte de Múnich. Falleció el 11 de junio de 1800 en Múnich de una enfermedad pulmonar.

## Obras
- Seis sonatas para teclado (ca. 1786). Perdida (Leopold Mozart trató infructuosamente de que Torricella publicara estas sonatas).
- Tres sonatas para fortepiano con violín obbligato, op. 1 (mi bemol, si bemol, mi), publicadas por Falter (1801).
- Marche de Marseillois varié para piano, op. 2, publicada por Falter (1802).
- Variaciones for piano, Andante para la Sonata para piano en fa de Franz Danzi, op. 3. Publicada por Falter (ca. 1800).